# Panter (adelsätt)
Panter är ett nutida konventionellt namn för en  medeltida adelsätt från Jylland i Danmark, vars medlemmar inte använde namnet Panter som efternamn, däremot brukade några medlemmar efternamnet Sappi, vilket namn emellertid tillhörde en helt annan gammal ätt som i vapnet förde röda sjöblad eller hjärtan. Ätten Panter anses vara en av det dåtida Danmarks mäktigaste stormannaätter och förekom med två grenar, vars koppling inte har kunnat utredas.
Vapen: En schacktecknad heraldisk Panter på en sköld i blått eller silver.  Enligt vapenböcker var hjälmtäcket två rödklädda armar, fem gröna blad på ett gyllene skaft, men Knud Andersen till Svanholm förde också på hjälmen en halv panter och bröderna Henrik och Ove Nielsen, förde två vesselhorn, vardera besatt med tre påfågelsfjädrar.

## Historia
Ätten skall sitt ursprung på ön Jylland.  Ätten synes ha utdött under 1400-talet med riddaren Niels Knudsen (Panter) till Svanholm, men Sköldmärket med pantern fördes fortfarande 1455 av Herr Fikke, präst i Köpenhamn.  
De befryndade tyska ätterna Krakewitz och Zuhm på Rügen skall ha fört liknande vapen som ätten Panter i Danmark, men någon koppling till dem har inte hittats.

## Släkttavla i urval

### Asdalsgrenen-
1. Åge (Ove) I. (Panter)
  1. Niels Ågesen (Panter)
    1. Ove (Åge, Offe) Nielsen (Panter)
      1. Lage Ovesen (Panter), riddare 1302.
      2. Niels Ovesen (Panter), til Asdal og Skovgaard, död före 1419.
        1. Anders Nielsen (Panter) till Asdal gift med Ide Lydersdatter.[6]
        2. Johanne Andersdatter (Panter) (född omkring 1400, död 1479), kallades "Fru Johanne af Asdal", och var gift med Niels Eriksen til Vinstrup (död 1447), med vilken hon blev ätten Banners anmoder. Genom sin rikedom och sina personliga egenskaper intog hon en dominant plats i Danmarks dåvarande adel, och i ett dokument från 1462 räknades hon i rang före biskopen av Børglum och betecknas som Huvudman i Vendsyssel. Hon avled i Dueholm Kloster i Nykøbing Mors, som hon länge gynnat, och där hon också blev begravd.  [1] [6]

### Svanholmsgrenen
1. Laurids Jonsen (Panter), död 6 april 1340, var gift med Margrethe Barnimsdatter , grevinna av Gützkow, som levde 1295.
  1. Jens Lauridsen Panter, til Vemmetofte, död efter 1364.
    1. NN Jensdatter (Panter) til Vemmetofte, var gift med  Jens Andersen (Brok), död 1408.

  2. Peder Lauridsen (Panter), till Nebbe, död efter 1360.
    1. Anders Pedersen (Panter), död efter 1408.
      1. Mette Andersdatter Panter, gift med Peder Tuesen (Rani) af Hardeberga, nämnd 1301 och 1304.[7]
      2. Knud Andersen (Panter) til Svanholm, död före 1443, och Cecilie Evertsdatter Moltke till Stridsmølle (Stridsmölla?), död före 1440, i hennes första gifte, i andra giftet med Bent Pik till Piksborg.
        1. Bo Knudsen (Panter), til Svanholm,   f. eft. 1416,   d. før 1453  (Alder ~ 35 år)
        2. Elsef (Panter), död efter 1416,   d. 1440-1453  (Alder ~ 36 år)
        3. Cathrine Knudsdatter (Panter), af Svanholm.
        4. Niels Knudsen (Panter) till Svanholm, riddare 1451, död före 11 oktober 1453.

  3. Mand Niels Haddæ (Panter).
  4. Mand Knud Laurentsen (Panter).
  5. Mand Mathias Laurentsen (Panter).
    1. Laurids Pedersen (Panter), till Nebbe, död efter 1365.
    2. Anders Pedersen (Panter), död efter 1408.
    3. Elne Pedersdatter (Panter), död före 1401.
    4. Jens Pedersen (Panter), till Løgismose,   d. 1417.
    5. Edle Pedersdatter (Panter), begravd Agnete Kloster, Roskilde, Sømme, Roskilde, Danmark
    6. Marine Pedersdatter (Panter), begravd St. Agnete Kloster, Roskilde, Sømme, Roskilde, Danmark
    7. Sophie Pedersdatter (Panter), död efter 1389.